# Красное (Отрадновское сельское поселение)
Красное — село в Угличском районе Ярославской области России. 
В рамках организации местного самоуправления входит в Отрадновское сельское поселение, в рамках административно-территориального устройства — в Отрадновский сельский округ.

## География
Расположено на левом берегу реки Корожечна, при впадении её в Волгу (Угличское водохранилище), в 3 километрах к северо-западу (по прямой) от центра города Углича.

## Население
| 1859 | 2002 | 2007 | 2010 |
| ---- | ---- | ---- | ---- |
| 16   | ↗95  | ↗112 | ↘100 |

Согласно результатам переписи 2002 года, в национальной структуре населения русские составляли 94 % от всех жителей.